# هيروكي ناكادا
هيروكي ناكادا (باليابانية: 中田 大貴) (4 نوفمبر 1992 في توياما في اليابان – )؛ هو لاعب كرة قدم ياباني سابق كان يلعب كلاعب وسط.

## وصلات خارجية
- هيروكي ناكادا على موقع رابطة كرة القدم اليابانية للمحترفين (اليابانية)
- هيروكي ناكادا على موقع قاعدة بيانات كرة القدم.إي يو (الإنجليزية)
- هيروكي ناكادا على موقع Soccerway.com (الإنجليزية)